# Автошлях E117
E117 — європейський маршрут, що проходить по півдню Росії через територію Грузії в Вірменію. Починається в місті Мінеральні Води, йде по  Військово-грузинській дорозі в грузинську столицю — Тбілісі, а далі через вірменську столицю Єреван йде на кордон з Іраном, місто Мегрі. Протяжність маршруту складає 1 050 км.
На ділянці між Мінеральними Водами та Бесланом траса збігається з маршрутом  ( М  29).

## Маршрут
- Росія
  -  М  29 Мінеральні Води, П'ятигорськ, Нальчик, Беслан
  -  А  301 Беслан, Владикавказ, Нижній Ларс
- Грузія
  -  M3  Степанцмінда, Мцхета, Тбілісі
  -  M4  Тбілісі
  -  M6  Марнеулі
- Вірменія
  -  Մ 3   Ташир, Ванадзор,  Спітак, Аштарак Єреван
  -  Մ 2  Єреван, Горіс, Капан, Каджаран, Мегрі